# تيتان كويست
تيتان كويست هي لعبة حركية تقمص الأدوار تلعب دور لعبة فيديو للقرصنة والقطع تم تطويرها بواسطة ايرون لور انترتينمنت لأجهزة حاسوب مايكروسوفت الشخصية. تم نشره بواسطة تي إتش كيو في عام 2006. تم إصداره على ستيم في عام 2007، وتم نقله لاحقًا إلى الأجهزة المحمولة بواسطة (DotEmu) وتم إصداره في عام 2016، تم نشر الإصدارات الأحدث بواسطة تي إتش كيو نورديك. تم إصدار إصدارات بلاي ستيشن 4 وإكس بوكس ون ونينتندو سويتش في عام 2018. تتبع القصة بطلًا من صنع اللاعب أثناء تنقلهم في اليونان القديمة ومصر والصين في سعيهم لهزيمة جبابرة بعد هروبهم من سجنهم القديم. تشبه طريقة اللعب سلسلة ديابلو، حيث يتم التعامل مع تنقل اللاعب بواجهة تعتمد على الفأرة، وتدور طريقة اللعب حول ميكانيكا لعب الأدوار والقتال في الوقت الحقيقي. تم إصدار ثلاث توسعات للعبة: تيتان كويست: العرش الخالد في عام 2007، تيتان كويست: راجناروك في 2017 وتيتان كويست: أطلانتس في عام 2019.
تم تصور تيتان كويست من قبل مصمم الألعاب بريان سوليفان باعتباره لعبة لعب الأدوار في اليونان القديمة على غرار أيج أوف ميثولوجي. بدأ الإنتاج في عام 2004 بعد عرض تقديمي ناجح لشركة تي إتش كيو. كتب السيناريو راندل والاس، بينما عمل سوليفان كمصمم. على الرغم من كونه في بيئة أسطورية، أراد الفريق جعل البيئات والمدن تبدو واقعية قدر الإمكان، مما أدى إلى قدر كبير من البحث في الثقافات القديمة. استلهم الأعداء من الأساطير الإقليمية للعبة، مع تصميمات مستوحاة من عمل وقف الحركة لراي هاري هاوزن. تم إنشاء الموسيقى، من تأليف سكوت مورتون ومايكل فيريت، لتجنب المسارات الحلقية للألعاب الأخرى.
تم الإعلان لأول مرة في عام 2005، تلقت تيتان كويست مراجعات إيجابية بشكل عام عند إصدارها، حيث تم الإشادة بهما باعتباره مثالًا جيدًا على هذا النوع بينما يتم انتقاده في نفس الوقت بسبب طريقة اللعب التقليدية. قُدرت مبيعات اللعبة الرئيسية وتوسعها بحوالي مليون وحدة. كان منفذ الهاتف المحمول صعبًا بالنسبة لمطوريه بسبب تكييف اللعبة مع عناصر التحكم في الشاشة التي تعمل باللمس: مثل إصدار وحدة التحكم، تلقى مراجعات إيجابية عند الإصدار. أصبح المحرك وطريقة اللعب في تيتان كويست فيما بعد أساسًا لجريم داون، وهي لعبة فيديو طورها أعضاء الفريق من ايرون لور بعد إغلاق الاستوديو. في عام 2016، تم إصدار طبعة الذكرى السنوية المحسنة والموسعة وتلقى مراجعات إيجابية للغاية. في 17 نوفمبر 2017، أصدرت تي إتش كيو نورديك توسعًا على مدى عشر سنوات بعد العرش الخالد، بعنوان تيتان كويست: راجناروك.

## اللعب
تيتان كويست هي لعبة تقمّص أدوار تدور أحداثها في العالم القديم قبل الروماني: وهي تشمل اليونان القديمة ومصر وطريق الحرير المؤدي عبر آسيا. يتحكم اللاعبون في الصورة الرمزية: يمكن للاعبين اختيار الجنس والاسم واللون. يتم التنقل في العالم ثلاثي الأبعاد من خلال عرض علوي لشخص ثالث، مع التحكم في شخصية اللاعب بالفأرة من خلال واجهة التأشير والنقر، بينما يتم تعيين القدرات على أزرار لوحة المفاتيح. يحجب تأثير «ضباب الحرب» البيئة غير المستكشفة على الخريطة المصغرة. يتم إلغاء قفل البرامج التعليمية النصية الاختيارية لعناصر اللعب بشكل تدريجي خلال اللعبة ويمكن عرضها في أي وقت.
مع تقدمهم، يكتسب اللاعبون نقاط خبرة من خلال هزيمة الأعداء وإكمال المهام لشخصيات غير اللاعبين المنتشرة حول البيئات: هذه ترفع مستوى خبرة الشخصية، والتي تمنح الوصول إلى المهارات والنقاط الجديدة التي يمكن استخدامها لترقية سمات الشخصية مثل مستويات الصحة والطاقة أو البراعة أو الذكاء أو القوة. إذا مات اللاعب، فإنهم يولدون عند نوافير إعادة الميلاد المنتشرة في جميع أنحاء العالم، على الرغم من أنهم يفقدون بعض نقاط الخبرة المتراكمة. تنقسم المهام إلى مهام رئيسية تتعلق بالسرد المركزي، وأسئلة جانبية فريدة في مناطق معينة من العالم. يمكن العثور على الشخصيات غير القابلة للعب الأخرى في البلدات والمدن التي تعمل كتجار يبيعون المعدات والعناصر: يمكن شراؤها وبيعها. تتمتع شخصيات اللاعب بفتحات متعددة للمعدات، والتي يمكن أن تأخذ دروعًا للأطراف والجذع، والأسلحة أو الدروع، والملحقات التي تمنح النفع السلبي.
يأخذ القتال شكل قتال الاختراق والقتال في الوقت الحقيقي، حيث يهاجم اللاعبون الأعداء الذين تم تكوينهم عشوائيًا بواسطة الفأرة. تشمل أنواع الأسلحة المتاحة للشخصيات السيوف والهراوات والفؤوس والعصي. بالإضافة إلى الهجوم القياسي بسلاح مخصص، يمكن نشر المهارات الهجومية. يؤدي استخدام المهارات النشطة إلى تشغيل مقياس تباطؤ، مما يجعل هذه المهارة غير قابلة للاستخدام حتى ينفد العداد. يمكن أيضًا نهب العناصر والمعدات من الأعداء الذين سقطوا والصناديق المنتشرة في البيئات: تتراوح هذه تتراوح من حيث الجودة، حيث يشير اللون الرمادي إلى العتاد منخفض الجودة بينما يرمز اللون الأرجواني إلى العنصر «الأسطوري»، بينما يشير اللون البرتقالي إلى الأثر أو السحر الذي يمكن تجهيزه للاعب لزيادة خاصية مثل مقاومة الضرر الأولي. يتم إنشاء غالبية العناصر والمعدات بشكل عشوائي، وترتبط بأنواع معينة من الأعداء. يمكن الحصول على عملة العالم، الذهب، من خلال إكمال المهمة وفتح الصناديق وهزيمة بعض الأعداء. يتم استخدام الذهب مع مختلف الشخصيات غير القابلة للعب في المتاجر مقابل خدماتهم.
بعد رفع المستوى لأول مرة، يمكن للاعب الوصول إلى السادة، وأنظمة ترقية قائمة على شجرة المهارات حيث يمكن استخدام نقاط المهارة التي يتم فتحها عند رفع المستوى للوصول إلى المهارات المختلفة وتعزيزها. تستهلك قدرات الإتقان الطاقة، والتي تتجدد بمرور الوقت عندما لا تكون المهارات قيد الاستخدام أو باستخدام مشروبات الطاقة. هناك ثمانية السادة متاحة للاختيار من بينها (الدفاع، الحرب، الصيد، المارقة، الأرض، العاصفة، الطبيعة والروح). يمكن للاعبين الوصول إلى جهازي السادة في وقت واحد، ومزج المهارات من كلا الشجرتين. يؤدي الجمع بين السادة المختلفة إلى إنشاء فئات شخصية مختلفة: على سبيل المثال، يمنح الجمع بين خبرات الطبيعة والأرض للاعبين فئة «المستدعي»، بينما تخلق أسرار الدفاع والحرب «الفاتح». هناك 36 فئة محتملة، والتي تتضمن تخصصات نقية ضمن إتقان واحد وهجينة بين السادة المختلفة. بعد نقطة معينة في اللعبة، يمكن للاعب الوصول إلى الصوفيون والشخصيات التي يمكنها إعادة تخصيص نقاط المهارة مقابل رسوم.
بالإضافة إلى اللاعب الفردي، يتميز العنوان بتعدد اللاعبين التعاوني، حيث يمكن للاعبين قبول دعوة ما يصل إلى ستة لاعبين آخرين للانضمام إلى جلسة لعبهم من خلال شبكة شبكة المنطقة المحلية أو اتصال عبر الإنترنت. إلى جانب القدرة على محاربة الأعداء معًا، يمكن للاعبين تبادل الرسائل وتبادل المسروقات. يتوفر أيضًا محرر المستوى، حيث يمكن للاعبين الوصول إلى أدوات المطور وإنشاء مستوياتهم الخاصة التي يمكن مشاركتها مع لاعبين آخرين. يتميز المحرر بعدد كبير من الخيارات لتخصيص البيئة، بما في ذلك ضبط ظل العناصر البيئية مثل الطرق.

## ملخص
يبدأ تيتان كويست بسرد يشرح بالتفصيل كيف حكم الجبابرة ذات مرة الظلام البدائي قبل ظهور نور الآلهة الأولمبية: بعد حرب كبيرة، تم نفي جبابرة وسجنهم، وبدأ الأولمبيون في عصر ذهبي للعالم الفاني. بعد وقت غير معروف، قام ثلاثة من جبابرة أقل شهرة يعرفون باسم تيلكينس بكسر قناة الاتصال التي تربط أوليمبوس بالعالم البشري، واستدعوا جيوشًا من الوحوش لترويع العالم والاستعداد لإطلاق سراح جبابرة. تبدأ شخصية اللاعب سعيها في قرية هيلوس، حيث تقوم الوحوش بتدمير المحاصيل المحلية. في طريقهم عبر اليونان، تعلموا عن تيلكينس من مجموعة تسمى وسام بروميثيوس. بعد هزيمة أول تيلكينس تحت قصر كنوسوس، يسافر اللاعب بعد ذلك إلى مصر ويحاول استعادة الاتصال بين الأرض وأوليمبوس. تفشل الطقوس، ويجب عليهم هزيمة تيلكينس الثاني. ثم يطارد اللاعب تيلكينس النهائي على طول طريق الحرير إلى الصين. بعد متابعة تيلكينس إلى جبال ووسو، فات الأوان لمنع إطلاقتيتان تايفون، الذي يسافر إلى أوليمبوس لتدمير الآلهة. بعد أن هزم اللاعب تايفون، تحدث زيوس إلى اللاعب، وأخبره أنه، بصفته بطلًا بشريًا، أثبت أن الإنسانية يمكن أن تعيش بدون حماية أوليمبوس.

## تطوير
كان تيتان كويست من بنات أفكار مصمم الألعاب بريان سوليفان: أثناء عمله في أيج أوف إمبايرز، الذي كان يتسم بأسلوب إغريقي، توصل إلى مفهوم إنشاء لعبة مماثلة مع تضمين أساطير المنطقة. بدأ العمل المفاهيمي لتيتان كويست في عام 2000، عندما تم تشكيل مطورها ايرون لور انترتينمنت من قبل سوليفان وبول تشيفو. جمع الاثنان فريقًا هيكليًا لإنشاء عرض توضيحي يمكن من خلاله العثور على ناشر. خلال هذا الوقت، وصف المنتج جيف جودسيل اللعبة بأنها «على لوحة الرسم». كان المبدعون في المشروع هم سوليفان وشيفو والمبرمج ماكس ماكغواير والفنانين ريتش سوليفان وجوش ماكهيو. وفقًا لسوليفان، استمرت عملية ما قبل الإنتاج لأكثر من عام. كان عرض لور الحديد في يناير 2004 إلى تيتان كويستناجحًا، وبدأ التطوير بمجرد حصولهم على عقد في 2004. كان الموظفون الأوليون حتى ذلك الوقت تسعة أشخاص فقط يعملون في منطقة مكتب صغيرة: عندما بدأ الإنتاج وتوظيف المزيد من الموظفين، زاد حجم الفريق إلى 38، بما في ذلك إضافات التطوير المؤقتة والمتأخرة. شارك سوليفان في مجالات متعددة من التطوير، لكن مسؤوليته الرئيسية كانت تصميم اللعبة والإشراف على إنشاء المحتوى. كان تيتان كويست يستهدف كلا من اللاعبين العاديين والمتحمسين، حيث أن الأسعار الضرورية للألعاب تتطلب الوصول إلى جمهور عريض للحصول على ربح. لهذا السبب، اختار الفريق نوع لعب الأدوار. أصبح تطوير اللعبة أكثر صعوبة بسبب ضرورة إنشاء لور الحديد حولها، وتعيين موظفين جدد وتدريبهم. كما شاركت استوديوهات أخرى في التطوير. قرب نهاية التطوير، تم إحضار استوديوهات ديميورج للمساعدة في المراحل النهائية خلال مراحل سفينة ألفا بيتا. ساعد الديميورغوس أولاً في تحسين الذاكرة، ثم عملوا على وظائف محرر المستوى والتعديل بحيث عملوا كوظيفة مستقلة، وأخيرًا أنشأوا أدوات تثبيت لكل من الإصدار التجريبي واللعبة الرئيسية. منحت مشاركة الديميورغوس المزيد من الوقت والطاقة للور الحديد لتكريسها لإصلاح الأخطاء وتلميع طريقة اللعب. تم إنشاء فيلم الصور التي تم إنشاؤها بواسطة الكمبيوتر الافتتاحي السينمائي بواسطة استوديو طمس.
وفقًا للمصمم بن شنايدر، تم بناء القصة الأساسية حول الفكرة المتكررة في العديد من الأساطير حيث يهزم جيل أصغر من الآلهة الكائنات البدائية الأكبر سناً، مع الفرضية الرئيسية هي أن النصر قد تم قلبه. لقد بقوا داخل موضوعهم الأسطوري بدلاً من الشرود في الأحداث التاريخية: كان هذا بسبب حادثة أثناء إطلاق أيج أوف إمبايرز حيث احتاج المطورون إلى قطع سيناريو يُظهر أن الكوريين يتعرضون لهجوم من غزو اليابانيين بسبب رد الفعل السياسي والشعبي المحتمل في كلا البلدين. تمت كتابة قصة اللعبة والسيناريو بواسطة راندال والاس، كاتب السيناريو الذي كتب مؤخرًا أفلامًا ناجحة قلب شجاع وبيرل هاربل. كانت تيتان كويست هي المرة الأولى التي يكتب فيها لعبة فيديو. جنبا إلى جنب مع فريق لور الحديد، ابتكر والاس قصة واجه فيها البشر والأولمبيون كلا من جبابرة والوحوش الأسطورية المتحالفة معهم والتي تراجعت إلى الأجزاء المنسية من العالم. وفقًا لوالاس، أراد لور الحديد أن تكون القصة أولوية على عكس معظم ألعاب الفيديو الأخرى، حيث تركز تجربة اللاعب على تنمية شخصيته وتعلم تقاليد العالم من الشخصيات غير القابلة للعب. عند الحديث عن تجربته في الكتابة للعبة مقارنة بعمله في الأفلام، كان بحاجة إلى العمل ضمن إرشادات أكثر صرامة والحاجة إلى جعل القصة تتناسب مع طريقة اللعب والمحتوى. وهذا يعني أن بعض السيناريوهات كانت بحاجة إلى قطع إما بسبب قيود الميزانية أو بعض التسلسلات التي تعمل بشكل جيد بحيث تم تمديدها. كان التغيير الرئيسي في كتابته للأفلام هو أن الشخصيات الجانبية بدلاً من الشخصية الرئيسية هي التي دفعت القصة إلى الأمام، لذلك كان بحاجة إلى جعلها مسلية ومهمة لتعزيز الحبكة. أراد الفريق عالماً بنطاق يتجاوز القصة الرئيسية، مع مواد تغطي جميع مواقعه. كما تضمنت أيضًا رواة القصص من الطابع غير اللاعب الذين يربطون الأساطير المحلية باللاعب بطريقة مماثلة لرواة القصص في ذلك الوقت. في وقت لاحق، أخطأ مصمم اللعبة الرئيسي آرثر برونو العرض التقديمي باعتباره غير جذاب مقارنة بنسخة الأساطير اليونانية التي صورتها سلسلة إله الحرب، قائلاً إن الجو الأصلي «كان يفتقر إلى الشعور بالرهبة والغموض».

## التصميم
كان المخرج الفني للعبة هو مايكل شيدو، الذي قام بعمل مفهوم الأبراج المحصنة والتنين اون لاين قبل الانضمام إلى لور الحديد. تم تعيين شيدو في البداية كفنان رئيسي، وكان يشعر في ذلك الوقت «بالإرهاق» بسبب أساليب التصميم المستخدمة في الأبراج المحصنة والتنين اون لاين. أصبح مديرًا فنيًا بعد أن ثبت أن المخرج الفني الحالي آنذاك غير مناسب للوظيفة، وبعد الصدمة الأولية، بدأ العمل في إدارة العمل الفني العام للحصول على العنوان. كان مسؤولاً عن فريق فني مؤلف من 12 شخصًا، وكانوا بحاجة إلى خلق تجربة متماسكة دون سرد واضح لتوجيههم. كما احتاجوا أيضًا إلى حساب الأربعة أشهر «الضائعة» للوقت تحت إشراف المدير الفني السابق. تم إجراء قدر كبير من البحث حول البيئات والعمارة والعناصر الأخرى التي يمكن وضعها في كل بيئة بحيث تتناسب مع إعداد اللعبة. قام شيدو شخصيًا بالعديد من تصميمات الخوذات للعبة، وكلها تستند إلى الأمثلة الباقية من خوذات العصر البرونزي المبكر، إلى جانب عناصر مضافة من أنواع الخوذات القديمة الأخرى. لقد ابتكر مجموعة واسعة من أشكال الخوذات التي يمكن تعديلها بعد ذلك بمواد مختلفة لخلق تنوع كبير. تم التعامل مع غالبية تصميم السلاح بواسطة جو ميرابيلو، الذي ادعى أنه صنع ما يقرب من 1000 سلاح مختلف مقسم بين ستة أنواع.
تم أخذ مخلوقات العدو من الأساطير المختلفة التي استمد منها الفريق، وتصميماتها مستوحاة من عمل وقف الحركة لراي هاري هاوزن. قدر شيدو فرصة العمل مع المخلوقات الغامضة، حيث اقتصر عمله السابق على مخزون الوحوش الخيالية من عالم الأبراج المحصنة والتنينات. ووفقًا له، بدأت العملية عندما تم منح وحوش العدو المختارة تصميمات أولية من قبل فنان المفهوم الرئيسي ريتش سوليفان. تمت مراجعة كل تصميم واختيار الأنسب. كانت تصميمات الكائنات ضرورية لدمج خيارات التصميم من اللعبة، مثل بيئات الوحوش وأنماط القتال الفردية. احتاجوا أيضًا إلى النظر في مقدار التفاصيل التي يجب وضعها في نماذج الشخصيات اعتمادًا على موضعهم النسبي للكاميرا في أي وقت. عندما وصلت إلى مرحلة النمذجة، تم تحسين تصميمات الوحش بشكل أكبر لتعمل ضمن قيود اللعبة، ثم تم إرسالها إلى الفن مرة أخرى لإجراء تعديلات نهائية ورسم خرائط للرسوم المتحركة الفريدة. تم التعامل مع تأثيرات الجسيمات بواسطة ترافيس دوجيت: من أبرز أعماله مهارات الإتقان، والتي كانت لها مواضيع خاصة تتعلق بقدراتهم. وفقًا لرسام الرسوم المتحركة بريان لابور، أثبتت الرسوم المتحركة النموذجية أنها مهمة مرهقة، حيث كان هناك أكثر من ثمانين وحشًا مختلفًا تراوحت من كائنات أسطورية نموذجية إلى أعداء أكثر غرابة وفريدة من نوعها من كل منطقة. كان لدى شخصية اللاعب أيضًا «مئات» من الرسوم المتحركة لدمجها.
استخدمت اللعبة محركًا خاصًا تم تطويره خصيصًا بواسطة طاقم عمل لور الحديد. تم إجراء ذلك، عندما بدأ التطوير، لم تكن هناك محركات تابعة لجهات خارجية يمكنها دعم رؤية الفريق للعبة: على حد تعبير سوليفان، كان هناك «الكثير من الحلول التقنية لشخص ما يصمم مطلق النار، ولكن ليس بقدر لعبة لعب الأدوار». أحد الأجزاء الرئيسية للمحرك الجديد كان أداة إنشاء بيئية أطلق عليها طاقم العمل اسم «المحرر». قامت هذه الأداة بدمج سهل أفقي قائم على البلاط وخريطة قائمة على الارتفاع، وسمحت بإجراء تعديلات دقيقة على البيئات والتضاريس باستخدام أدوات مطور سهلة الاستخدام. تم تعيين حدود المستوى والسهل باستخدام المنحدرات والهضاب داخل البيئة. يمكن بعد ذلك «إسقاط» كائنات مثل الصدر والأعداء في البيئات باستخدام نظام التأشير والنقر، ويمكن دمج بعضها مباشرةً باستخدام عناصر «البلاط» الخاصة التي يتم تثبيتها في البيئة الأوسع لأشياء مثل الجسور والصخور. كل هذا استلزم قدرًا كبيرًا من البحث حول مواضيع متعددة، بما في ذلك نباتات مصر وظهور الطرق والمسارات اليونانية القديمة. كانت أداة التطوير هذه هي الإصدار الذي تم إصداره مع إصدار البيع بالتجزئة بحيث يمكن للاعبين إنشاء مستوياتهم الخاصة ومشاركتها. تم التعامل مع إنشاء المستوى والخريطة من قبل فريق مكون من ثلاثة أشخاص، حيث يحتاج كل منهم إلى الاتفاق على تخطيط وتصميم معين قبل أن يبدأ الإنتاج الكامل. بينما استخدمت الإنشاءات المبكرة قدرًا كبيرًا من التفاصيل على طول حدود المستوى، تحول الفريق إلى تصميمات حدودية بسيطة لأنها «تقرأ بشكل أفضل» للاعبين وتسمح بأداء تقني أفضل. كان التحدي الذي وضعه فريق إنشاء المحتوى بأنفسهم هو إنشاء هذه المناطق مع جعل الحدود تبدو طبيعية. لم يتم تنفيذ هذا المزيج من الملاحة والبيئات المرتكزة على الشبكة عند تصميم النظام في عام 2002: تم تشكيل معظم الخريطة باستخدام خريطة الارتفاع، بينما استخدمت الميزات المتخصصة والتنقل الأفقي الشبكة. في معاينة حول اللعبة، قال المطورون إن اللعبة بُنيت حول «وكلاء معياريون مدفوعون بقاعدة بيانات»، وهو نظام تتفاعل فيه العناصر المختلفة داخل البيئات بسلاسة ويمكن أن تتفاعل بحرية. تم تصميم الذكاء الاصطناعي بحيث تتصرف الوحدات الفردية بشكل مختلف حسب الموقف والقدرة القتالية. تم التعامل مع تحديد المسار لوحدات الذكاء الاصطناعي مثل الطابع غير اللاعب ووحدات العدو باستخدام باث إنجيني، وهو محرك وسيط مرخص مخصص لهذه المهمة. كان تيتان كويست واحدًا من أوائل العناوين الغربية الرئيسية التي استخدمت باث إنجيني.
تمت مقارنة طريقة اللعب بشكل متكرر بسلسلة ديابلو بليزارد. وفقًا لسوليفان، كانت المقارنة حتمية حيث ساعد ديابلو في تحديد النوع، وتم التأكيد عليه من خلال عدم وجود ألعاب آر بي جي في ذلك الوقت. بينما ظلت طريقة اللعب الأساسية تقليدية، فقد حاولوا الابتكار في مجالات أخرى. تم تبسيط إنشاء الشخصية إلى مجرد اختيار الاسم والجنس بدلاً من ربط أنواع الشخصيات بالفصول أو الكفاءة المختارة. قاموا أيضًا بإزالة البرامج التعليمية بشكل فعال حتى يتمكن اللاعبون من الدخول مباشرة في اللعب، باستخدام ألعاب مثل بداية ليالي الشتاء كمثال على البرامج التعليمية التي تعيق اللاعبين خلال المراحل المبكرة. عند إنشاء نظام المهارات، نظر الفريق في ألعاب تقمص الأدوار الناجحة سابقًا وفكر في كيفية تحسينها. لقد أرادوا أيضًا تجنب إنشاء شخصيات لديها «القليل من كل شيء» مع توفير إمكانية إعادة التشغيل. وكانت النتيجة إنشاء شخصيات ذات طابع خاص، مع عدم ربط العنصر الإضافي لاكتساب المهارات بمستوى التقدم، مما يسمح للاعبين بتجميع نقاط المهارة لأغراض مختلفة. تم بناء هذا النظام لتشجيع حرية اللاعب وتمثيل التقدم المنطقي للشخصية بدلاً من ربط شخصية واحدة بفئة واحدة. كانت نقاط ولادة الأعداء محكومة بنظام الجيل العشوائي، لما يتم إنتاج الوحوش اعتمادًا على كل من البيئة ومستوى اللاعب. تم التحكم في لنهب بواسطة نظام قاعدة بيانات قام بمزج الخصائص ومطابقتها لإنتاج «أكثر من 100000» مجموعة عناصر. تم إجراء عمليات إسقاط المسروقات أيضًا لتناسب أنواع المخلوقات المقتولة، على عكس الألعاب الأخرى مثل وورلد أوف ووركرافت التي كانت بها حيوانات تسقط العملة والأسلحة بغض النظر. تم تصميم أنواع الغنائم أيضًا لتكون مرئية بوضوح على الأعداء بحيث يمكن للاعبين اختيار الأعداء الذين يريدون الاشتباك وأيهم يهزم العدو لينهب. وفقًا لبرونو، كان الفريق مقيدًا بقدر التأثير والواقعية التي يمكن أن يضعوها في القتال من خلال ضرورة الحفاظ على اللعبة ضمن تصنيفات عمر مجلس تصنيف برامج الترفيه المحددة من «E للجميع» و«T للمراهقين»: هذا يعني أن الدم كان غير موجود وأن ردود الفعل كانت ضئيلة، مما يؤثر سلبًا على انطباعات اللاعبين عن اللعبة. كان تعدد اللاعبين جزءًا من خطة اللعبة منذ بدايتها، وكان الهدف الرئيسي هو تعزيز مجتمع حول اللعبة. انتقد برونو لاحقًا عدم وجود تعدد اللاعبين الآمن باعتباره أحد الأخطاء الرئيسية في اللعبة: يبدو أن تيتان كويستلم تكن مستعدة للاستثمار في هذا الأمر.

### الصوت
تم التعامل مع تصميم الموسيقى والصوت لتيتان كويست بواسطة سكوت مورتون ومايك فيريت. في دوره كمصمم صوت، عمل مورتون من المواصفات المرسلة من قبل أجزاء أخرى من فريق تطوير تيتان كويست. أتاح هذا التعديل المجاني لعناصر الصوت، ولكنه كان يعني أيضًا أن أحمال العمل الكبيرة غير المتوقعة ذات المواعيد النهائية القصيرة كانت احتمالًا ثابتًا. كانت عملية تصميم الصوت لكل كائن وشخصية تحتاج إلى مؤثرات صوتية هي نفسها: بناءً على مظهرهم، سيتم إنشاء مؤثر صوتي جديد.في حالة الوحوش، تم إنشاء مؤثرات صوتية مختلفة لسيناريوهات مختلفة، مثل رؤية اللاعب لأول مرة أو أثناء المعركة. تم تصميم الأصوات داخل البيئات لتكون «حقيقية» و«عميقة». مكّن محرك الصوت في اللعبة من تحويل هذه المؤثرات الصوتية ديناميكيًا اعتمادًا على إعداداتها.
كانت الموسيقى صعبة بسبب الرسم من ثقافات متعددة، ثم تم تجميعها معًا في نغمة متماسكة مع الحفاظ على كل منطقة متميزة عن الأخرى. للحصول على الشعور الصحيح، أجرى الفريق بحثًا عن الآلات الموسيقية التاريخية المستخدمة في كل منطقة من مناطق اللعبة. بدلاً من التقدم الخطي للمسارات الموسيقية الحلقية، وهي القاعدة في معظم الألعاب في ذلك الوقت، تم تقسيم النتيجة إلى قطع صغيرة يتم إحضارها إلى البيئة عند الحاجة. اقترن هذا التنقيح للمقطوعات الموسيقية بنظام ثانٍ مرتبط بالتقدم البيئي: تم ترتيب المقطوعات الموسيقية في قائمة التشغيل، ثم يمكن ملاحظتها حسب الظروف والبيئة التي تظهر على الشاشة. بالنسبة للمسارات الصوتية، تمت كتابة الكلمات باللغة اليونانية القديمة: القطعة الصوتية الرئيسية، «عندما تسقط الآلهة»، تم غرسها في المسارات الصوتية الأخرى وكانت بمثابة «حجر الزاوية» للنتيجة. تم توفير الغناء بواسطة تاونيا سودركويست.

## إطلاق سراح
تم الإعلان عن تيتان كويست لأول مرة في مايو 2005، وكان أول معرض عام له في معرض الترفيه الإلكتروني في ذلك العام. تم إصدار اللعبة في 26 يونيو 2006 في أمريكا الشمالية و30 يونيو 2006 في أوروبا. وفقًا لبرونو، عند الشحن في الأصل، رفع مجلس تصنيف برامج الترفيه تصنيف اللعبة إلى «م للناضجة» نظرًا لكون الحورية مألوفًا بشكل ضئيل، على الرغم من أن التصنيف تم تعديله لاحقًا إلى التصنيف الحالي. في اليابان، تم إصدار اللعبة ف ي 1 سبتمبر 2006: صدر باللغة الإنجليزية مع ترجمة الدليل إلى اليابانية. تم إصدار اللعبة على ستيم في 17 يوليو 2007 إلى جانب توسعها بواسطة تيتان كويست. تم إصدار نسخة محدثة، تيتان كويست الذهب الطبعة، في 22 أكتوبر 2007 في الغرب و 25 أبريل 2008 في اليابان. احتوت على كل من اللعبة الرئيسية وتوسعها. تم شراء الملكية الفكرية تيتان كويست بواسطة شركة ألعاب الشمال بعد أن بدأت تيتان كويست بيع أسهمها في أعقاب إفلاسها عام 2013. بدءًا من عام 2016، بدأت شركة ألعاب الشمال في دعم إصدار ستيم الخاص باللعبة مع تصحيحات لإصلاح مشكلات اللعب وتعدد اللاعبين، إلى جانب الثغرات والأخطاء.
تم تطوير منفذ تيتان كويست للأجهزة المحمولة بموجب ترخيص من شركة ألعاب الشمال بواسطة دوتيمو، وهو مطور فرنسي سبق له تطوير منفذ محمول ناجح لـ Yسجلات Ys I. تم إعادة تصميم عناصر التحكم والواجهة من الألف إلى الياء للعمل مع عناصر التحكم في الشاشة التي تعمل باللمس، وهو أمر قضى الفريق شهورًا فيه. على الرغم من التغييرات، عمل الفريق على جعل طريقة اللعب أقرب ما يمكن إلى التجربة الأصلية. لقد وضعوا أيضًا خيارات إضافية لأعمال مثل استهداف الأعداء بقدرات إتقان والبحث عن المسروقات التي تم إصدارها في 19 مايو 2016 لنظام آي أو إس. تم إصدار إصدار أندرويد في 7 يوليو.

## استقبال
| استقبال |                                                            |
| --- | ---------------------------------------------------------- |
| مجموع النقاط المجموع نقاط ميتاكريتيك PC: 77/100 [ 49 ] iOS: 80/100 [ 50 ] PS4: 55/100 [ 51 ] XONE: 66/100 [ 52 ] NS: 65/100 [ 53 ] نتائج المراجعة نشرة نقاط 1أب.كوم B– [ 54 ] يورو غيمر 7/10 [ 55 ] غيم سبوت 7.6/10 [ 56 ] غيم سباي [ 57 ] آي جي إن 8.1/10 [ 58 ] بال جي إن 9/10 [ 59 ] بي سي زون 8.1/10 [ 60 ] فيديو غيمر.كوم 8/10 [ 61 ] TouchArcade iOS: [ 62 ] Gamezebo [ 63 ] |                                                            |
| مجموع النقاط |                                                            |
| المجموع | نقاط                                                       |
| ميتاكريتيك | PC: 77/100 iOS: 80/100 PS4: 55/100 XONE: 66/100 NS: 65/100 |
| نتائج المراجعة |                                                            |
| نشرة | نقاط                                                       |
| 1أب.كوم | B–                                                         |
| يورو غيمر | 7/10                                                       |
| غيم سبوت | 7.6/10                                                     |
| غيم سباي | [ 57 ]                                                     |
| آي جي إن | 8.1/10                                                     |
| بال جي إن | 9/10                                                       |
| بي سي زون | 8.1/10                                                     |
| فيديو غيمر.كوم | 8/10                                                       |
| TouchArcade | iOS:                                                       |
| Gamezebo | [ 63 ]                                                     |

عند إصداره في الولايات المتحدة، ظهر تيتان كويست لأول مرة في المرتبة الثالثة في مخططات ألعاب الحاسوب المخصصة. في المملكة المتحدة، ظهرت اللعبة لأول مرة في المركز 25 في الرسوم البيانية متعددة المنصات. في مقابلة لاحقة، صرح برونو بأن العنوان قد تم بيعه «بشكل جيد بشكل مدهش» على الرغم من البداية البطيئة، حيث وصلت مبيعات تيتان كويست والعرش الخالد إلى أكثر من مليون وحدة بحلول أواخر عام 2008. كما استمرت في البيع بشكل جيد على ستيم، على الرغم من عدم تقديم أرقام دقيقة.
تلقى تيتان كويست مراجعات إيجابية عند الإصدار: سجل موقع ميتاكريتيك الكلي درجة 77/100 بناءً على 51 مراجعة نقدية. استمتع إريك نيغر من موقع (1UP.com) بتيتان كويست بينما أشار إلى أنها بقيت ضمن تقاليد النوع: اختتم مراجعته بالقول «على الرغم من أنه قد لا يكسر، أو حتى يضعف، أي أرضية جديدة، فإن تيتان كويست يتميز بعالم ألعاب محقق بشكل جميل يعتمد على ميكانيكي أساسي مجرب وحقيقي، مع الكثير من إمكانية إعادة التشغيل». قال جيم روسينول من يوروجامير إنه على الرغم من كونه يحتل مكانة عالية بين أقرانه المعاصرين، إلا أن تيتان كويست لم يطور النوع بما يكفي حتى يستمتع به حقًا. أشاد ميغيل لوبيز من (GameSpy) بالمرئيات وطريقة اللعب وتخصيص الشخصيات وأدوات التحرير. كانت انتقاداته الرئيسية هي صعوبات الأداء والإمكانية الكبيرة للغش في اللعب الجماعي. وصفها ريان ديفيس من غيم سبوت بأنها «أفضل شيء تالي» بالنسبة إلى عنوان ديابلو الجديد، مشيدًا بحملتها للاعب الفردي ومتعددة اللاعبين بينما أخطأت في إحساسها المألوف ونظام المخزون والمشكلات الفنية المتكررة.
أشاد توم مكنمارا من آي جي إن بشكل عام بطريقة اللعب على الرغم من بعض العناصر المحرجة، والتي تسمى تصميم الصوت «أحسنت»، ولاحظ بشكل إيجابي رسوماتها على الرغم من بعض المشاكل الفنية. كما أشار إلى تعدد اللاعبين باعتباره الجزء الرئيسي من قيمة إعادة تشغيل اللعبة، لأنه بخلاف ذلك كان خطيًا إلى حد ما في التصميم. وصف مارك مارو، مراجع شبكة ألعاب بال، تيتان كويست بأنها «واحدة من أفضل ألعاب الحاسوب في السوق لهذا العام»، قائلاً إنها أعادت تنشيط هذا النوع على الرغم من بعض المشكلات البسيطة المتعلقة باللعب والعرض. أشاد سام كيلدسن من منطقة الحاسوب بنظام اللعب والتسوية، إلى جانب الرسومات والموسيقى التصويرية. كانت انتقاداته الرئيسية هي الصعوبة المنخفضة، والبنية المتكررة والقصة الضعيفة. قال توم اوري من (VideoGamer.com) إن اللعبة «لا تفعل شيئًا جديدًا حقًا»، لكنه أشاد بعرضها وأشار إلى أنها كانت متاحة أكثر من غيرها من هذا النوع. في مراجعته للمنفذ المحمول، شارك شون موسجراف من ممر اللمس العديد من نقاط الثناء مع المراجعين السابقين، إلى جانب وصفه بأنه منفذ جيد على الرغم من بعض المشكلات البسيطة مثل انخفاض معدل الإطارات. أشاد روب ريتش من غامزيبو بعناصر اللعب المنقولة من اللعبة الأصلية، وأشار بشكل إيجابي إلى تفاصيلها الرسومية على الرغم من الانخفاض المستمر في معدل الإطارات. كانت شكواه الرئيسية هي نظام الجرد، والمشاكل المتعلقة بالأوامر السياقية مثل التقاط العناصر.

## التوسعات

### تيتان كويست: العرش الخالد
بدأ التطوير على حزمة توسعة بعد فترة وجيزة من إصدار تيتان كويست، مع حدوث الأعمال التحضيرية خلال المراحل الأخيرة من تطوير اللعبة الرئيسية. تم الإعلان عن التوسيع، تيتان كويست: العرش الخالد، لأول مرة في أواخر عام 2006 وتم إصداره في النهاية في مارس 2007. تم تعيينه مباشرة بعد المباراة الأولى، وتتبع العرش الخالد اللاعب أثناء التحقيق في اندلاع جديد لهجمات الوحوش القادمة من الجحيم.

### تيتان كويست: راجناروك
بعد مرور أكثر من 11 عامًا على إصدارتيتان كويست الأصلي، تم إصدار التوسعة تيتان كويست: راجناروك لإصدار الذكرى السنوية للعبة في نوفمبر 2017 بواسطة تيتان كويست الشمال. في 24 مارس 2020، تم إصدار التوسيع على أجهزة إكس بوكس ون وبلاي ستيشن 4، متبوعًا بإصدار نينتندو سويتش في يونيو 2020.

### تيتان كويست: أتلانتس
في مايو 2019، تم إصدار توسع آخر، تيتان كويست: أتلانتس. اتلانتس هو التوسعة الأولى التي تقدم عرضًا جانبيًا للعبة، لا علاقة له بالقصة الرئيسية.

## طبعة الذكرى السنوية
تم إصدار إصدار الذكرى السنوية لتيتان كويست على ستيم في 31 أغسطس 2016. وفقًا ستيم Spy، فقد تجاوز 1.6 مليون مالك في غضون شهر من إصداره.

## تكملة
سيكون تيتان كويست واحدًا من ثلاثة مشاريع فقط عملت عليها لور الحديد في حياته، والمشروع الأصلي الوحيد إلى جانب العرش الخالد: بعد الانتهاء من العمل على عاصفة روحية، وهو توسع لمطرقة الحرب 40000: فجر الحرب، أُجبر الاستوديو على الإغلاق في فبراير 2008 بسبب الصعوبات في تأمين أي تمويل للمشاريع المستقبلية. أسس الفريق استوديوًا جديدًا يسمى قفص الترفيه وقام بترخيص محرك تيتان كويست لتطوير جريم داون، الذي أطلق عليه الموظفون اسم الخليفة الروحي لتيتان كويست.